# 日本の水産に関する学科設置高等学校一覧
日本の水産に関する学科設置高等学校一覧（にほんのすいさんにかんするがっかせっちこうとうがっこういちらん）は、全国の「水産に関する学科」が設置されている高等学校の一覧である。社団法人全国水産高等学校長協会会員校（水産に関する学科設置校のみ）の一覧を兼ねる。
専門教科「水産」を中心に履修する専門教育を主とする学科が設置されている高等学校は、本項目に掲載する。それ以外の学科・課程において専門教科「水産」を履修する場合については、日本の総合学科設置高等学校一覧を参照。専門教科「水産」を履修しない学科・課程は、本項目に含めない。
かつては水産高等学校という校名が多く見られたが、水産離れの影響もあり海洋高等学校に改称した学校が多い。また、他の学科との併設のため、水産高等学校や海洋高等学校を称していない学校も多い。全体的には、少子化の影響や普通科志向等により水産高等学校は減少傾向にある。
内陸県である栃木県及び群馬県においても、川や湖など淡水域における水産業との関わりから、水産高等学校が存在する。
現存する水産高等学校はすべて都道府県立の公立校となる。なお、沿岸県の大阪府、和歌山県、岡山県、広島県及び佐賀県、並びに内陸県の埼玉県、山梨県、長野県、岐阜県、滋賀県及び奈良県には水産高等学校は存在しない。但し、これらの府県の中学生の水産高等学校志願者は、特例により志願者を受け入れる他県の水産高等学校（ex．三重県立水産高等学校、山口県立水産高等学校）に志願できる。
また、福井県立若狭高等学校、茨城県立海洋高等学校、島根県立浜田水産高等学校は全国から志願者を受け入れている。

## 北海道
（3校）
- 北海道小樽水産高等学校 - 海洋漁業科・水産食品科・栽培漁業科・情報通信科
- 北海道函館水産高等学校 - 海洋技術科・水産食品科・品質管理流通科・機関工学科
- 北海道厚岸翔洋高等学校 - 海洋資源科

## 東北地区
（10校）

### 青森県
- 青森県立八戸水産高等学校 - 海洋生産科・水産食品科・水産工学科・情報通信科

### 岩手県
- 岩手県立宮古水産高等学校 - 海洋技術科・食品家政科・食物科
- 岩手県立高田高等学校 - 海洋システム科
- 岩手県立種市高等学校 - 海洋開発科
- 岩手県立久慈東高等学校 - 水産技術科・食物科（旧岩手県立久慈水産高等学校、2006年3月閉科）

### 宮城県
- 宮城県水産高等学校 - 海洋総合科
- 宮城県気仙沼向洋高等学校 - 情報海洋科・産業経済科

### 秋田県
- 秋田県立男鹿海洋高等学校 - 海洋科学科・海洋環境科

### 山形県
- 山形県立加茂水産高等学校 - 海洋技術科・海洋環境科

### 福島県
- 福島県立小名浜海星高等学校 - 海洋工学科・食品システム科・情報通信科・海洋科

## 関東・東海地区
（11校）

### 茨城県
- 茨城県立海洋高等学校 - 海洋技術科・海洋食品科・海洋産業科

### 栃木県
- 栃木県立馬頭高等学校 - 水産科

### 群馬県
- 群馬県立万場高等学校 - 普通科（水産コース）

### 千葉県
- 千葉県立銚子商業高等学校海洋校舎 - 海洋科（旧千葉県立銚子水産高等学校）
- 千葉県立館山総合高等学校水産校舎 - 海洋科（旧千葉県立安房水産高等学校）
- 千葉県立大原高等学校 - 総合学科海洋科学系列（旧千葉県立勝浦高等学校→千葉県立勝浦若潮高等学校総合学科海洋科学系列）

### 東京都
- 東京都立大島海洋国際高等学校（旧東京都立大島南高等学校）

### 神奈川県
- 神奈川県立海洋科学高等学校 - 海洋科学科（旧神奈川県立三崎水産高等学校）

### 静岡県
- 静岡県立焼津水産高等学校 - 海洋科学科・食品科学科・栽培漁業科・流通情報科

### 愛知県
- 愛知県立三谷水産高等学校 - 海洋科学科・情報通信科・海洋資源科・水産食品科

### 三重県
- 三重県立水産高等学校 - 海洋・機関科・水産資源科

## 日本海北部地区
（5校）

### 新潟県
- 新潟県立海洋高等学校 - 海洋科学科・食品科学科・海洋工学科

### 富山県
- 富山県立滑川高等学校 - 海洋科（旧富山県立海洋高等学校）
- 富山県立氷見高等学校 - 海洋科学科（旧富山県立有磯高等学校）

### 石川県
- 石川県立能登高等学校 - 地域産業科（生物資源コース水産選択)

### 福井県
- 福井県立若狭高等学校 - 海洋科学科（海洋探求・海洋技術・海洋資源）

## 日本海南部地区
（6校）

### 京都府
- 京都府立海洋高等学校 - 海洋科学科・海洋工学科・海洋資源科

### 兵庫県
- 兵庫県立香住高等学校 - 海洋科学科

### 鳥取県
- 鳥取県立境港総合技術高等学校 - 海洋科・食品・ビジネス科

### 島根県
- 島根県立浜田水産高等学校 - 海洋技術科・食品流通科
- 島根県立隠岐水産高等学校 - 海洋システム科・海洋生産科

### 山口県
- 山口県立大津緑洋高等学校 - 海洋技術科・海洋科学科（2011年4月より山口県立水産高等学校からの統合により名称変更）

## 四国地区
（4校）

### 徳島県
- 徳島県立徳島科学技術高等学校 - 海洋科学類・海洋技術類

### 香川県
- 香川県立多度津高等学校 - 海洋技術科・海洋生産科

### 愛媛県
- 愛媛県立宇和島水産高等学校 - 海洋技術科・水産増殖科・水産食品科

### 高知県
- 高知県立高知海洋高等学校 - 海洋学科

## 九州・沖縄地区
（8校）

### 福岡県
- 福岡県立水産高等学校 - 海洋科・食品流通科・アクアライフ科

### 長崎県
- 長崎県立長崎鶴洋高等学校 - 水産科

### 熊本県
- 熊本県立天草拓心高等学校

### 大分県
- 大分県立海洋科学高等学校（旧大分県立海洋科学高等学校） - 海洋科

### 宮崎県
- 宮崎県立宮崎海洋高等学校 - 海洋科学科

### 鹿児島県
- 鹿児島県立鹿児島水産高等学校 - 水産科

### 沖縄県
- 沖縄県立沖縄水産高等学校 - 海洋技術科
- 沖縄県立宮古総合実業高等学校 - 海洋科学科・食品科学科